# Frag den Lesch/Episodenliste
Diese Liste beinhaltet alle aktuell existierenden Episoden der deutschen Wissenschaftssendung Frag den Lesch. Bis September 2013 war der Sendungstitel Leschs Kosmos.

## Leschs Kosmos
| Folge | Titel                                                                   | Erstausstrahlung ZDF | Thema |
| ----- | ----------------------------------------------------------------------- | -------------------- | --- |
| 1     | Der Tag ohne Gestern                                                    | 7. Jan. 2010         | Urknall |
| 2     | Der Außerirdische ist auch nur ein Mensch                               | 14. Jan. 2010        | Biologie außerirdischen (technologischen) Lebens |
| 3     | Wasser ist ein ganz besond’rer Saft                                     | 21. Jan. 2010        | Ladung des Wassermoleküls, Herkunft von Wasser |
| 4     | Apocalypse – Wow!                                                       | 28. Jan. 2010        | Weltuntergangsszenarien: Eindringen eines fremden Planeten ins Sonnensystem, erhöhte Sonnenaktivität, Asteroiden |
| 5     | Der 4. Juli 1054 und die Folgen                                         | 4. Feb. 2010         | Die Supernova 1054 des Krebsnebel-Sterns |
| 6     | Aus dem Leben eines Elektrons                                           | 11. Feb. 2010        | Entstehung von Elektronen beim Urknall (in Ich-Perspektive) |
| 7     | Irren ist menschlich oder Woraus besteht die Welt?                      | 18. Feb. 2010        | Theoriebildung und -überprüfung in der Naturwissenschaft |
| 8     | Der Horror vor dem Nichts                                               | 25. Feb. 2010        | Teilchenentstehung aus dem Nichts beim Urknall |
| 9     | Ab ins Loch: Der Todesschrei der Materie                                | 4. Mär. 2010         | Schwarze Löcher |
| 10    | Vom Ich und vom Außer(s)ich                                             | 11. Mär. 2010        | Wahrnehmung vs. Wirklichkeit |
| 11    | Also, jetzt mal ehrlich… Die Physik und die Wahrheit                    | 18. Mär. 2010        | Theoriefalsifizierung durch Experiment |
| 12    | Denken mit Antimaterie                                                  | 25. Mär. 2010        | Gehirnwellenmessung mit Positronen-Emissions-Tomographie |
| 13    | Atomkerne lügen nicht                                                   | 3. Mai 2010          | Altersbestimmung mit radioaktivem Zerfall |
| 14    | Wunder gibt es immer wieder …                                           | 10. Mai 2010         | (Bisher) Unerklärliches ist Gegenstand der Forschung |
| 15    | Der ewige Konflikt zwischen Theorie und Praxis                          | 17. Mai 2010         | Eine Theorie bildet eine komplexe Welt nur zum Teil ab |
| 16    | Ein Supervulkan und die Verwandtschaft                                  | 31. Mai 2010         | Der Ausbruch des Toba auf Sumatra vor 74.000 Jahren vernichtete fast die gesamte Menschheit (Toba-Katastrophentheorie) |
| 17    | Die berechenbare Welt – Oder: Vom Nutzen der Langeweile                 | 7. Jun. 2010         | Stabilität des Sonnensystems, Himmelsmechanik |
| 18    | Der springende Planet                                                   | 14. Jun. 2010        | Bahnänderung des Neptuns (Theorie) |
| 19    | Die Botschaft im Schatten                                               | 21. Jun. 2010        | Entstehung von Materie beim Urknall, Dunkle Materie, Entdeckung extrasolarer Planeten mittels Transitmethode |
| 20    | Vor dem Start zum Mars                                                  | 28. Jun. 2010        | Psychologische und körperliche Herausforderungen einer bemannten Reise zum Mars |
| 21    | Wenn das Weltraumwetter wütet                                           | 5. Jul. 2010         | Sonnenwind |
| 22    | Ein Stern wird geboren… und wer sind die Eltern?                        | 12. Jul. 2010        | Sternentstehung |
| 23    | Kometen: Botschafter des Unheils?                                       | 19. Jul. 2010        | Herkunft von Kometen |
| 24    | Vom allerkleinsten Allerkleinsten                                       | 26. Jul. 2010        | Vom Atom über den Atomkern zum Quark |
| 25    | …was die Welt im Innersten zusammenhält                                 | 9. Aug. 2010         | Gravitationsfelder (Newton), elektrisches Feld, Magnetfeld, Kernkraft |
| 26    | Himmlisch: Wie die Zeit vergeht…                                        | 16. Aug. 2010        | Zeitmessung anhand von Mond und Sonne |
| 27    | Reise in die Vierte Dimension                                           | 23. Aug. 2010        | Zeit |
| 28    | Wellensalat – das unsichtbare Rauschen                                  | 30. Aug. 2010        | Alle Körper im Universum strahlen, kosmische Hintergrundstrahlung |
| 29    | Alles strahlt!                                                          | 6. Sep. 2010         | Künstlich erschaffene Strahlung (Feuer, elektromagnetische Strahlung) |
| 30    | Wenn du wüsstest, was ich denke…                                        | 13. Sep. 2010        | Gedankenlesen ist bisher weder Menschen noch Maschinen möglich, Hirnareale |
| 31    | Die Macht der Illusion                                                  | 20. Sep. 2010        | Ist die Realität ein reines Konstrukt unseres Bewusstseins? Arbeitsweise des Gehirns |
| 32    | Die Kraft der Gedanken                                                  | 27. Sep. 2010        | Telekinese, Wechselwirkung von Gedanken und Materie |
| 33    | Was wäre, wenn die Erde sich schneller drehte?                          | 4. Okt. 2010         | Rotation der Erde, veränderte Winde bei schnellerer Eigenrotation |
| 34    | Der Mond – ein kosmischer Glücksfall                                    | 25. Okt. 2010        | Stabilisierung der Rotationsachse der Erde durch den Mond, Entstehung des Mondes |
| 35    | UFOs im Blick                                                           | 1. Nov. 2010         | Sichtungen von außerirdischen Raumschiffen |
| 36    | Energie: Leben von den Ungleichgewichten                                | 8. Nov. 2010         | Energie-Differenzen, -Gewinnung und -Speicherung |
| 37    | Zum Optimismus gibt es keine Alternative                                | 15. Nov. 2010        | Der Rationalismus des Universalgelehrten Gottfried Wilhelm Leibniz |
| 38    | Besuch von einem anderen Stern                                          | 22. Nov. 2010        | Galaktische Lebenszone |
| 39    | Die Suche nach den Anderen                                              | 29. Nov. 2010        | Extrasolare Planeten |
| 40    | Die phantastischen Folgen des Mittelmaßes                               | 6. Dez. 2010         | Das Multiversum, Expansion und Struktur unseres Universums |
| 41    | Weißt du wieviel Sternlein stehen…                                      | 13. Dez. 2010        | Unterschiedliche Eigenschaften von Sternen |
| 42    | Die Suche nach der zweiten Erde                                         | 20. Dez. 2010        | Aufspüren von extrasolaren Planeten |
| 43    | Harry und C O                                                           | 3. Jan. 2011         | Kohlenstoff auf der Erde, Kohlendioxid als Treibhausgas |
| 44    | Neugierig auf Außerirdische                                             | 10. Jan. 2011        | Exosoziologie |
| 45    | Der Traum vom Fliegen                                                   | 17. Jan. 2011        | Warum Skispringer so weit springen können (Biomechanik) |
| 46    | Lafer, Lichter? – Lesch                                                 | 21. Feb. 2011        | Zukünftige Expansion des Universums, dunkle Energie |
| 47    | Voyager: Reise in die Ewigkeit                                          | 28. Feb. 2011        | Die Raumsonde Voyager 1 hat den Bereich des Sonnenwinds verlassen |
| 48    | Die Bananenflanke – Vom Fußballfeld zum Kosmos und zurück               | 7. Mär. 2011         | Magnus-Effekt auf Fußbälle und Himmelsobjekte, Heliosphäre |
| 49    | Das Problem mit dem kurzen Gedächtnis                                   | 14. Mär. 2011        | Gehirn: Lernfähigkeit, Erfahrungen, Sinneseindrücke lösen Erinnerungen aus, neuronales Netz |
| 50    | Das Heiz-Paradoxon                                                      | 21. Mär. 2011        | Thermodynamik, Zimmer als offenes System |
| 51    | Die Erde hat’s schon schwer. Wird sie immer noch schwerer?              | 28. Mär. 2011        | Massenbestimmung der Erde (und anderen Himmelskörpern) mit dem Newtonschen Gravitationsgesetz |
| 52    | Der Ski denkt mit!                                                      | 4. Apr. 2011         | Neue „intelligente“ Materialien stabilisieren Skier (Piezoelektrizität) |
| 53    | Von Machos und Weicheiern                                               | 11. Apr. 2011        | Dunkle Energie und Dunkle Materie |
| 54    | Wenn alles kippt – Point of no Return                                   | 16. Mai 2011         | Systementwicklungen, Tipping-Point |
| 55    | Mars in Gefahr                                                          | 23. Mai 2011         | Konsequenzen bei einer bemannten Reise zum Mars |
| 56    | Im Zeitalter der Megabeben                                              | 30. Mai 2011         | Entstehung von Erdbeben durch die Plattentektonik |
| 57    | Unsere Milchstraße – ein hungriges Monster                              | 6. Jun. 2011         | Planeten existieren auch in fremden Galaxien |
| 58    | Die rätselhafte Macht des Mondes                                        | 11. Jul. 2011        | Welchen Einfluss hat der Mond auf die Menschen? |
| 59    | Alles schon mal dagewesen…                                              | 18. Jul. 2011        | Wiederholung als kosmisches Prinzip |
| 60    | Zitrone oder Pampelmuse?                                                | 25. Jul. 2011        | Die Erdfigur, Gravitation |
| 61    | Was soll ich tun?                                                       | 1. Aug. 2011         | Nachhaltigkeit |
| 62    | Esoterik und Physik                                                     | 4. Sep. 2011         | Gebrauch von physikalischen Begriffen im Bereich der Esoterik |
| 63    | Die Heilkraft des PET                                                   | 11. Sep. 2011        | Mylar-Hologramme: teure Armbändchen und deren angebliche Energiewirkung |
| 64    | Die Wüstenstation: Das VLT                                              | 18. Sep. 2011        | Das Very Large Telescope |
| 65    | Versuch und Irrtum: Die Wissenschaft von der Erziehung                  | 25. Sep. 2011        | Erziehungsstrategien, „Pränataluniversität“ |
| 66    | Das Mysterium des Duschvorhangs                                         | 2. Okt. 2011         | Dynamischer Unterdruck durch die Deformation großer fallender Wassertropfen (Bernoulli-Effekt) |
| 67    | Suchmaschine LHC                                                        | 24. Okt. 2011        | Suche nach dem Higgs-Teilchen |
| 68    | Das langweiligste Experiment der Welt                                   | 31. Okt. 2011        | Das Pechtropfenexperiment, Fließverhalten von Pech bei Zimmertemperatur |
| 69    | PHELIX: Forschungsprojekt mit Nebenwirkungen                            | 7. Nov. 2011         | Die Forschungen am GSI Helmholtzzentrum für Schwerionenforschung führten überraschenderweise zu einer Therapiemöglichkeit für Tumore (Strahlentherapie). Dort wird auch der Laser PHELIX betrieben, mit dem an der sogenannten Trägheitsfusion geforscht wird.                   |
| 70    | Räuber und Beute auf dem Blauen Planeten                                | 14. Nov. 2011        | Das Ressourcenproblem der Erde und des Raumfluges |
| 71    | Der größte Ofen der Welt: ITER                                          | 11. Dez. 2011        | Kernfusionsreaktor ITER |
| 72    | Der Stern von Bethlehem und die Stabilität der Welt                     | 18. Dez. 2011        | Gesetzmäßigkeiten der Himmelsmechanik |
| 73    | Unglaublich – aber wahr? Verschwörungstheorien auf dem Prüfstand        | 8. Jan. 2012         | Verschwörungstheorien |
| 74    | Sind wir eigentlich wahnsinnig? Im Geschwindigkeitsrausch               | 22. Jan. 2012        | Wirtschaftsethische Betrachtung der digitalen Revolution am Beispiel des Hochfrequenzhandels |
| 75    | Die Rückseite des Mondes und das große kosmische „Streicheln“           | 29. Jan. 2012        | Entstehung des Mondes |
| 76    | Die heimlichen Herrscher – und wie alles anfing                         | 12. Feb. 2012        | Die Anfänge des Lebens, Einzeller und Viren |
| 77    | Schneller als erlaubt? Neutrinos                                        | 22. Jul. 2012        | Vorgehen der Experimentalphysik bei unerwarteten Ergebnissen: gemessene Überlichtgeschwindigkeit bei Neutrinos |
| 78    | HAARP – Geheime Wissenschaft – Geheimwissenschaft?                      | 26. Feb. 2012        | Das Forschungsprogramm HAARP |
| 79    | Mülltrennung und Recycling im Kosmos                                    | 4. Mär. 2012         | Stern- und Planetenentstehung, Kometen als Überreste benachbarter Planetensysteme |
| 80    | Die Wirkung des Nichts: Placebo                                         | 18. Mär. 2012        | Vermutete Ursachen des Placebo-Effektes |
| 81    | Die große Leere: Geschichten aus der Finanzwelt – und aus dem Universum | 25. Mär. 2012        | Verteilung der Materie im Universum und das Geldsystem |
| 82    | Einladung an Außerirdische – und die Adresse?                           | 1. Apr. 2012         | Möglichkeiten für einen Kontakt mit außerirdischen Zivilisationen |
| 83    | Dem Yeti auf den Fersen                                                 | 22. Apr. 2012        | Untersuchungen zum Yeti |
| 84    | Suchmeldung: Wer findet Higgs?                                          | 29. Apr. 2012        | Das Higgs-Boson |
| 85    | Unsere kosmische Nachbarschaft – voller Schwarzer Löcher?               | 6. Mai 2012          | Stellare Schwarze Löcher |
| 86    | Asyl im Universum                                                       | 3. Jun. 2012         | Exoplanet Kepler-22b |
| 87    | Der heimliche Klimakiller: Zement                                       | 10. Jun. 2012        | Der Treibhauseffekt und der Zusammenhang mit der Zementproduktion |
| 88    | Das Problem mit dem IMAGE: Atome                                        | 17. Jun. 2012        | Erkenntnisse aus dem Aufbau von Atomen |
| 89    | Beim Beamen ’was vergessen?                                             | 23. Sep. 2012        | Die Problematik der Teleportation im Hinblick auf das Selbst |
| 90    | Macht uns das Internet dumm?                                            | 14. Okt. 2012        | Vergleich zwischen konventionellen (Bücher) und elektronischen (Internet) Einflüssen auf die Informationsverarbeitung des Gehirns, Verbreitung falscher Informationen im Internet, Verarmung der Gehirnaktivität                                                                 |
| 91    | Fitness für das Erbgut                                                  | 29. Jul. 2012        | Genom und epigenetische Veränderung |
| 92    | Die Spekulationsblase – Leiden Sie auch daran?                          | 26. Aug. 2012        | Spekulationsblasen am Finanzmarkt als wiederkehrendes Phänomen |
| 93    | Täter gesucht! Das Ende der Mammuts                                     | 2. Sep. 2012         | Mögliche Gründe für das Aussterben der Mammuts |
| 94    | Vorbote des Schicksals: Atlantis                                        | 9. Sep. 2012         | Der Mythos Atlantis, die Eiszeit vor 20.000 Jahren, Zivilisationen an der Nordsee |
| 95    | Zeitreise: Als die Erde ein Grad kälter war…                            | 16. Sep. 2012        | Klimaveränderung und dessen Auswirkung auf die Erde |
| 96    | Frag den Lesch … über die Kräfte im Universum                           | 8. Jul. 2012         | Symbolik des Stuhls in der Sendung; Zusammenstoß der Andromedagalaxie mit der Galaxis; Gravitation; Bedeutung des Mondes für irdisches Leben; außerirdisches Leben; Geschmacks- und Geruchssinn bei Schwerelosigkeit                                                             |
| 97    | Frag den Lesch … unmöglich! … oder vielleicht doch nicht?               | 15. Jul. 2012        | Inhalt der Tasse in der Sendung; Kräftegleichgewichte; Möglichkeiten moderner Alchemie; klassische Physik vs. Quantenphysik; kosmische Hintergrundstrahlung; Schrödingers Katze                                                                                                  |
| 98    | Harmonie im Kosmos                                                      | 21. Okt. 2012        | Die anscheinend harmonische Ordnung des Universums, die der Mensch ihm auferlegt, die periodische Stabilität der Umlaufbahnen der Planeten des Sonnensystems, die Symmetrie der kosmischen Objekte und ihrer Bewegungen, obwohl Chaos der eigentliche Zustand des Universums ist |
| 99    | Mich kann man nicht messen                                              | 7. Okt. 2012         | Die Frage nach dem Selbst eines Menschen, die Unhintergehbarkeit des Ichs, die Grenzen der empirischen Wissenschaften, die Unmöglichkeit, das menschliche Selbst zu messen, die neurowissenschaftliche Beschäftigung mit den Gehirnfunktionen                                    |
| 100   | Das Universum und seine Kinder                                          | 30. Sep. 2012        | Gedankenexperiment von John Gribbin über die Evolution von Universen, bei dem jedes schwarze Loch ein Kind-Universum mit verbesserten Eigenschaften (Naturkonstanten) zur weiteren Reproduktion hervorbringt.                                                                    |
| 101   | Futter für das Schwarze Loch                                            | 25. Nov. 2012        | Sagittarius A* und die sich darauf zu bewegende Gaswolke |
| 102   | Es geht uns ein Licht auf                                               | 28. Okt. 2012        | Elektrizität |
| 103   | „Hab acht“: Die Mystik der Zahlen                                       | 4. Nov. 2012         | Zahlensymbolik, Pythagoras, Irrationale Zahlen, Zahlentheorie, Unendlichkeit |
| 104   | Heiße Zeiten – echt „cool“                                              | 11. Nov. 2012        | Zusammenhang von Treibhauseffekt und Klimaanlagen |
| 105   | Stationen auf der Weltuntergangsskala                                   | 2. Dez. 2012         | Mögliche „Weltuntergänge“ und ihre Wahrscheinlichkeit |
| 106   | Apokalypse – Der etwas andere Weltuntergang                             | 14. Jan. 2013        | Apokalypse, Weltuntergang |
| 107   | Diamantenfieber                                                         | 18. Nov. 2012        | Diamantenvorkommen in Sibirien und deren Entstehung, Diamanten im Universum, Diamantenstern BPM 37093 |
| 108   | Gold – Ein Schatz physikalisch betrachtet                               | 9. Dez. 2012         | Die Entstehung von Gold in Sternen und seine kulturgeschichtliche und heutige Bedeutung; Recycling von Rohstoffen und die dafür erforderliche Energiewende. |
| 109   | Vom Anfang unseres Sonnensystems                                        | 21. Jan. 2013        | Entstehung des Sonnensystems |
| 110   | Erdbeben, wo keines sein sollte                                         | 28. Jan. 2013        | Erdbeben vor Sumatra 2012 |
| 111   | Stürmisches Wetter im Weltraum                                          | 4. Feb. 2013         | Weltraumwetter |
| 112   | Turbo-Sicht: Was uns Fliegen voraus haben                               | 18. Feb. 2013        | Facettenaugen |
| 113   | Kompass der Rinder: Wahnsinn!                                           | 25. Feb. 2013        | Magnetsinn |
| 114   | Machen Weltraumreisen dumm?                                             | 4. Mär. 2013         | Kosmische Strahlung |
| 115   | Malaria trifft Physik                                                   | 11. Mär. 2013        | Neue Diagnose- und Therapiemöglichkeiten von Malaria |
| 116   | Kollision im Planetensystem                                             | 18. Mär. 2013        | Die Stabilität des Sonnensystems nach Newtonscher Physik und nach Relativitätstheorie |
| 117   | Der Mensch und sein Klima                                               | 25. Mär. 2013        | Der Einfluss des Menschen auf das Klima |
| 118   | Gibt es sicheres Wissen                                                 | 8. Apr. 2013         | Wissenschaftstheorie, Erkenntnistheorie |
| 119   | Es werde Licht                                                          | 15. Apr. 2013        | Natürliches und künstliches Licht |
| 120   | Hölzerne Kronzeugen sagen aus                                           | 22. Apr. 2013        | Japanisches Zedernholz weist einen Gammablitz im Jahr 775 nach |
| 121   | Helium: ein edles Edelgas                                               | 29. Apr. 2013        | Eigenschaften, Verwendung und Knappheit von Helium |
| 122   | Blackout                                                                | 6. Mai 2013          | Stabilität des Stromnetzes |
| 123   | Macht die digitale Welt dumm?                                           | 13. Mai 2013         | Internet und Intelligenz |
| 124   | Physik in der Krise?                                                    | 27. Mai 2013         | Noch offene Fragen in der Physik |
| 125   | Was ist uns die Rettung der Welt wert?                                  | 2. Jun. 2013         | Möglichkeiten der Ablenkung von Asteroiden, die sich auf Kollisionskurs mit der Erde befinden |
| 126   | Die Kraft der elementaren Teilchen                                      | 10. Jun. 2013        | Warum die Kernenergie für das Leben auf der Erde von elementarer Bedeutung ist |
| 127   | Die Natur ist voller „Sensibelchen“                                     | 1. Jul. 2013         | Lebewesen werden vorgestellt, die verblüffend empfindliche Sinnesorgane besitzen. Bereits kleinste Gewässerverunreinigungen mit künstlichen Wirkstoffen können zu dramatischen Verhaltensveränderungen führen.                                                                   |

## Frag den Lesch
| Folge | Titel                                                                                       | Erstausstrahlung ZDF | Thema |
| ----- | ------------------------------------------------------------------------------------------- | -------------------- | --- |
| 128   | Einstein’sche Magie in der Küche                                                            | 1. Sep. 2013         | Die Bedeutung der Relativitätstheorie für den Induktionsherd |
| 129   | Von Gesetzen und Naturgesetzen                                                              | 8. Sep. 2013         | Physikalische Gesetze (Naturgesetze) sind allgemeingültig und nicht verhandelbar |
| 130   | Wohin mit dem radioaktiven Müll                                                             | 15. Sep. 2013        | Entsorgungsmöglichkeiten für radioaktiven Müll |
| 131   | Fracking: Die Methode und die Folgen                                                        | 26. Sep. 2013        | Details zu Fracking und Leschs Nutzen-Risiko-Bilanz |
| 132   | Das Verhängnis mit dem Energiespeicher                                                      | 29. Sep. 2013        | Verschiedene Energiespeicher werden vorgestellt. Mit Hinblick auf die deutsche Energiewende sieht Lesch Power-to-Gas als besonders interessant an.                                                                                               |
| 133   | Der Mensch – Ein „sozialer Meteoriteneinschlag“?                                            | 6. Okt. 2013         | Wie man von außen das menschliche Handeln auf der Erde und dessen Umweltauswirkungen sehen könnte |
| 134   | Unerfüllte Träume: Reisen durch Raum und Zeit                                               | 13. Okt. 2013        | Warum Zeitreisen nicht möglich sind |
| 135   | Gibt es das: Eine Schattenbiosphäre?                                                        | 20. Okt. 2013        | Eine zweite Biosphäre, die uns verborgen ist, hält Lesch auf der Erde für nicht existent |
| 136   | Erstaunliche Einsichten: Atombombentests sei Dank                                           | 24. Nov. 2013        | Die durch Atombombentests veränderte C14-Konzentration in der Atmosphäre führte zur Erkenntnis, dass der Hippocampus ständig neue Gehirnzellen produziert                                                                                        |
| 137   | Wie die Natur einen Atomreaktor machte                                                      | 1. Dez. 2013         | Details zum Naturreaktor Oklo im westafrikanischen Gabun. |
| 138   | Entlarvt: Pseudowissenschaften auf dem Prüfstand                                            | 8. Dez. 2013         | Die wissenschaftliche Methodik anhand des Unterschieds zwischen Wissenschaften und Pseudowissenschaft |
| 139   | Existiert Zukunft?                                                                          | 15. Dez. 2013        | Das Phänomen Zeit |
| 140   | Mit Giganten auf der Suche nach dem Allerkleinsten                                          | 30. Dez. 2013        | Mittels des Planckschen Wirkungsquantums wird erläutert, warum riesige Maschinen (Teilchenbeschleuniger) benötigt werden, um kleinste Teilchen zu erforschen                                                                                     |
| 141   | Es wird kälter: Die Zukunft des Universums                                                  | 12. Jan. 2014        | Expansion des Universums und die Auswirkung auf den Menschen |
| 142   | Information, die aus der Kälte kommt                                                        | 19. Jan. 2014        | Was man aus Eisbohrkernen lesen kann |
| 143   | Unsere Milchstraße – Die Entdeckung einer Galaxie                                           | 26. Jan. 2014        | Wie man sich ein Bild von der Milchstraße machen kann, obwohl man sie immer aus der gleichen Perspektive sieht. |
| 144   | Energie: Die Grenzen des Wachstums                                                          | 16. Feb. 2014        | Wie viele erneuerbare Energien stehen auf der Erde insgesamt überhaupt zur Verfügung und welches Wachstum im Energieverbrauch würde dies noch ermöglichen?                                                                                       |
| 145   | Große Nasen, Tachyonen und Schwarze Löcher                                                  | 23. Feb. 2014        | Fragen vom Rand der erkennbaren Wirklichkeit: Gibt es überlichtschnelle Teilchen? Warum haben Männer so große Nasen? |
| 146   | Bernstein: Ein Urzeitlexikon                                                                | 2. Mär. 2014         | Aus Bernstein lässt sich rekonstruieren, wann im Erdzeitalter welcher Sauerstoffanteil in der Atmosphäre vorhanden war |
| 147   | Nordlichter – Wenn der Himmel brennt                                                        | 16. Mär. 2014        | Die Böen eines Sonnenwindes erzeugen Polarlichter – auch an anderen Orten im Universum |
| 148   | Mikrowellen – die unsichtbare Gefahr?                                                       | 23. Mär. 2014        | Mikrowellen sind ein Naturphänomen und der Mikrowellenherd erwärmt Speisen schonend, effizient und ungefährlich |
| 149   | Auf der Suche nach der Weltformel                                                           | 30. Mär. 2014        | Mathematik ist keine Naturwissenschaft, sondern eine Strukturwissenschaft. Daher wird eine Weltformel auch nicht die gesamte Vielfalt der Welt erklären                                                                                          |
| 150   | Die Entstehung der Elemente                                                                 | 6. Apr. 2014         | Die Entstehung der chemischen Elemente (Nukleosynthese) vom Urknall (fast nur Wasserstoff und Helium) über die schweren Elemente (bis Eisen) in Sternen bis zu den überschweren Nukliden in Supernovae.                                          |
| 151   | Physik für Nichtphysiker: Das Problem mit der Energie                                       | 13. Apr. 2014        | Warum Hochspannungs-Gleichstrom-Übertragung (HGÜ) für die Energiewende in Deutschland sinnvoll ist. |
| 152   | Gibt es absolute Grenzen?                                                                   | 27. Apr. 2014        | Grenzen des Universums: Lichtgeschwindigkeit, Plancksches Wirkungsquantum, absoluter Nullpunkt |
| 153   | Interstellare Reisen – wie kann das funktionieren?                                          | 4. Mai 2014          | Reisen zwischen Sternen sind nicht unmöglich, aber sie würden sehr lange dauern. |
| 154   | Trägheit als Naturgesetz                                                                    | 11. Mai 2014         | Die Gezeiten sind eine Folge der Rotation der Erde um den gemeinsamen Schwerpunkt von Erde und Mond. Wie Trägheit und Fliehkraft zusammenhängen.                                                                                                 |
| 155   | Strahlender Müll: ex und hopp?                                                              | 25. Mai 2014         | Für Atommüll existiert weltweit noch kein Endlager. Durch Transmutation ließe sich mittels Accelerator-driven system (ADS) die Menge an hochradioaktivem Müll deutlich reduzieren.                                                               |
| 156   | Ordnung im Teilchenzoo                                                                      | 1. Jun. 2014         | Die verschiedenen Elementarteilchen. |
| 157   | Wozu ist Astronomie eigentlich gut?                                                         | 8. Jun. 2014         | Astronomie ist nicht nur eine der ältesten Wissenschaften, sondern früher wie heute sind Entdeckungen und Methoden aus Astronomie auch für den Alltag nützlich.                                                                                  |
| 158   | Gravitationswellen vom Urknall                                                              | 30. Jun. 2014        | Die frühesten Botschaften des Kosmos: Gravitationswellen vom Urknall wurden gemessen |
| 159   | Der Permafrost verschwindet – die Überraschungen kommen                                     | 7. Jul. 2014         | Das Auftauen des Permafrostbodens bringt interessante wissenschaftliche Erkenntnisse und neue Forschungsmöglichkeiten |
| 160   | Schwarze Löcher – Attraktionen im Universum                                                 | 7. Sep. 2014         | Kaum ein Thema der Astrophysik stößt auf ähnliches Interesse: Immer wieder wenden sich Zuschauer mit Fragen zu Schwarzen Löchern an Harald Lesch.                                                                                                |
| 161   | Die Soziologie von Außerirdischen                                                           | 14. Sep. 2014        | Wie würde ein Besuch von Außerirdischen aussehen? Verschiedene Varianten aus dem Bereich der Exosoziologie werden vorgestellt |
| 162   | Das bewegte Leben des Kohlenstoffs                                                          | 21. Sep. 2014        | Friedrich Bergius’ Erfindung der hydrothermalen Karbonisierung wird als Mittel vorgestellt, mit dem man mehr Klimaneutralität erreichen kann |
| 163   | Mit Voyager durch die Milchstraße                                                           | 28. Sep. 2014        | Die beiden Sonden des Voyager-Programms sind die am weitesten entfernten Objekte, die vom Menschen geschaffen wurden. Im August 2012 trat Voyager 1 in die Heliopause ein.                                                                       |
| 164   | Das berechenbare Sonnenfeuer                                                                | 5. Okt. 2014         | Die Sonnenflecken entstehen durch das Magnetfeld der Sonne. Dies baut sich mit einer Periodendauer von 11 Jahren auf und ab. |
| 165   | Wenn die Erde still stünde                                                                  | 12. Okt. 2014        | Die Erdrotation ist eine elementare Voraussetzung für das Leben auf der Erde. Ihr Ende hätte darum katastrophale Folgen. |
| 166   | Magnetismus – Das Phänomen der bewegten Ladungen                                            | 19. Okt. 2014        | Der Magnetismus lässt sich vereinfacht als Effekt von bewegten Ladungen erklären. Eine genauere Erklärung ist mit der Quantenphysik möglich. |
| 167   | Gravitation: Die rätselhafte Kraft                                                          | 9. Nov. 2014         | Gravitation |
| 168   | Back Stage: Neues vom Mond                                                                  | 16. Nov. 2014        | Der hohe Erdschein der sehr heißen Urerde führte auf dem Mond zu einer deutlich unterschiedlichen Entwicklung von Vorder- und Rückseite des Mondes                                                                                               |
| 169   | Wie das Leben die Erde veränderte                                                           | 23. Nov. 2014        | Cyanobakterien veränderten die Erde sowohl als erste Lebewesen als auch am nachhaltigsten |
| 170   | Wo Naturwissenschaften an ihre Grenzen stoßen                                               | 30. Nov. 2014        | Mit den etablierten Methoden der empirischen Wissenschaften lassen sich nur schlecht Aussagen zu Phänomenen wie beispielsweise der Elektrosensibilität treffen                                                                                   |
| 171   | Elektronen und ihre besonderen Beziehungen im Atom                                          | 7. Dez. 2014         | Die Forschungen Werner Heisenbergs, Wolfgang Paulis und weiterer Forscher waren die Grundlagen für die heutige Theorie der Quantenmechanik |
| 172   | Neuer Blick in die Sterne – Das ELT                                                         | 14. Dez. 2014        | Mit dem optischen Großteleskop ELT sollen die ersten sichtbaren Photonen des Universums und die Atmosphären von Exoplaneten beobachtet werden |
| 173   | Wie heizen Aliens                                                                           | 21. Dez. 2014        | Bei der NASA gibt es die Idee, hochentwickelte Außerirdische durch die Existenz einer Dyson-Sphäre nachzuweisen |
| 174   | Es werde Licht                                                                              | 28. Dez. 2014        | Lichtgeschwindigkeit und damit verbundene Phänomene (Eine frühere Sendung trägt den gleichen Titel) |
| 175   | Die Crux mit dem Licht                                                                      | 4. Jan. 2015         | Verschiedene Eigenschaften des Lichtes und Erkenntnisse über das Licht werden in das rechte Licht gerückt |
| 176   | Die Crux mit der Gravitation                                                                | 15. Feb. 2015        | Gravitation |
| 177   | Die letzten Rätsel – Harry bekommt Besuch                                                   | 1. Feb. 2015         | Zusammen mit seinem Studiogast Dirk Steffens werden verblüffende Phänomene der Natur wie die Wandernden Felsen der Racetrack Playa oder die Feenkreise vorgestellt                                                                               |
| 178   | Die Kräfte der Natur – Erfahrung trifft Erklärung                                           | 8. Feb. 2015         | Zusammen mit dem Studiogast Dirk Steffens, der dank seiner Weltreisen für die Sendereihe TerraX für Erfahrung steht, gibt Lesch (Erklärung) Antworten zu den Naturgewalten der Erde                                                              |
| 179   | Fahrstuhl ins All                                                                           | 23. Feb. 2015        | Weltraumlift |
| 180   | Außerirdische zu Besuch: Lüge, Wahrheit, Wirklichkeit                                       | 1. Mär. 2015         | Plausibilitätsüberlegungen zu außerirdischem Besuch auf der Erde |
| 181   | Neues aus dem Universum: Ein Schwarzes Loch entsteht                                        | 15. Mär. 2015        | In der Milchstraße könnte eine Sternkollision bevorstehen |
| 182   | Riskante Energiequelle: Methanhydrat – Von schmutzigen Leichen und den Folgen der Fledderei | 22. Mär. 2015        | Methanhydrat als Energiequelle |
| 183   | Die Geschichte der schwachen Sonne – Das Abenteuer einer Reise durch Milliarden Jahre       | 29. Mär. 2015        | Die junge Sonne hatte noch wenig Strahlkraft |
| 184   | Wie navigiert man im Weltall?                                                               | 13. Apr. 2015        | Extrasolare Navigation ist mittels Kreuzpeilung von Pulsaren möglich |
| 185   | Magnetismus – die unsichtbare Kraft                                                         | 20. Apr. 2015        | Die Bedeutung des Spins für den Ferromagnetismus und die Umpolung des Erdmagnetfeldes |
| 186   | Kometen: Kosmische Postboten                                                                | 27. Apr. 2015        | Welche Informationen können Kometen liefern? |
| 187   | Problemstoff Kunststoff                                                                     | 4. Mai 2015          | Plastikmüll in den Ozeanen |
| 188   | Löchriger Impfschutz: Risiko Infektionskrankheiten                                          | 11. Mai 2015         | Nur eine hohe Durchimpfung führt zu einem guten „Herdenschutz“ |
| 189   | Nachrichten vom Anfang des Universums                                                       | 18. Mai 2015         | Gravitationslinsen ermöglichen die Beobachtung junger Galaxien und supermassiver Schwarzer Löcher aus der Frühzeit des Universums |
| 190   | Fusionsenergie: Das ewige Versprechen                                                       | 7. Jun. 2015         | Prinzip eines Fusionskraftwerks und potentieller Nutzen |
| 191   | Machen Reisen zum Mars dement?                                                              | 14. Jun. 2015        | Welche Auswirkungen hat kosmische Strahlung auf die kognitiven Fähigkeiten von Weltraumreisenden? |
| 192   | Energie der Zukunft: alternative Techniken                                                  | 28. Jun. 2015        | Alternative Energiequellen wie Geothermie und Wasserstoff als Energieträger |
| 193   | Sonnenfinsternis: spektakulärer Sonderfall im Universum                                     | 12. Jul. 2015        | Der Abstand Erde–Mond–Sonne ist gegenwärtig perfekt für eine Sonnenfinsternis |
| 194   | Die Hierarchie der Naturwissenschaften                                                      | 19. Jul. 2015        | Wie stehen die Naturwissenschaften im Zusammenhang und welche Rolle nehmen andere Wissenschaften ein? |
| 195   | Warum nicht NICHTS sein kann                                                                | 14. Sep. 2015        | Philosophische und physikalische Überlegungen zum Nichts |
| 196   | Zurück in die Zukunft                                                                       | 20. Sep. 2015        | Von der Schwierigkeit, die Zukunft und zukünftige Entwicklungen vorherzusagen |
| 197   | Rohstoffe aus dem All                                                                       | 27. Sep. 2015        | Welche Herausforderungen werden zu lösen sein, wenn man Rohstoffe aus dem Weltraum nutzen will |
| 198   | Radioaktive Altlasten: Wohin damit?                                                         | 5. Okt. 2015         | Die Technik hat gefährliche Abfälle produziert, für die es keine dauerhafte und sichere Verwahrung gibt. Von Menschen gemachte Radioaktivität ist für eine sehr lange Zeit in der Welt.                                                          |
| 199   | Leben auf dem Jupiter?                                                                      | 11. Okt. 2015        | Die Gasriesen Jupiter und Saturn haben eine erhebliche Wanderung durch das Sonnensystem durchgeführt – mit Folgen für das Leben auf der Erde |
| 200   | Zukunftsvision: künstliche Sonne                                                            | 18. Okt. 2015        | Einen Stern wie die Sonne gezielt herzustellen ist wohl eine größere Utopie als die Reise zu anderen Sonnensystemen |
| 201   | Steht uns eine kleine Eiszeit bevor?                                                        | 25. Okt. 2015        | Die Zyklen der Sonnenflecken haben keinen nennenswerten Einfluss auf das Erdklima. Der menschliche Einfluss auf das Klima wird in diesem Jahrhundert wesentlich stärker als alle anderen Einflüsse sein und die Erde weiter erwärmen.            |
| 202   | Die Venus und ihre Atmosphäre                                                               | 9. Nov. 2015         | Die Venus, ihre Atmosphäre und warum dort kein Leben vorstellbar ist |
| 203   | Schnell kalt: visionäre Technik                                                             | 16. Nov. 2015        | Warum gibt es kein Gerät, das schnell kühlt – ähnlich einer Mikrowelle, die schnell erhitzt? Harald Lesch führt in die Thermodynamik ein: Es geht um Energie, um Entropie – und um ein Mobile.                                                   |
| 204   | Leben auf dem Mars                                                                          | 23. Nov. 2015        | Kein Planet fasziniert neben der Erde mehr als der Mars. Der Grund: Der Mars gilt als der einzige Planet, auf dem es einmal Leben gegeben haben könnte.                                                                                          |
| 205   | Wie würde die Erde ohne Menschen aussehen?                                                  | 30. Nov. 2015        | Nach der letzten Eiszeit hat der Mensch die Großtierfauna auf den meisten Kontinenten stark verringert |
| 206   | Gibt es die Dunkle Materie wirklich?                                                        | 21. Dez. 2015        | Kurze Ausführung zur überholten Äther-Theorie; und Argumentation, warum Dunkle Materie existiert. |
| 207   | Roboter auf der Suche nach Außerirdischen                                                   | 11. Jan. 2016        | Technische und ethische Überlegungen zu Robotern, die die Galaxis nach außerirdischem Leben durchsuchen sollen und sich dabei selbst vervielfältigen                                                                                             |
| 208   | Ebbe und Flut im Universum                                                                  | 18. Jan. 2016        | Gezeitenkräfte auf anderen Planeten |
| 209   | Die Lichtgeschwindigkeit: das ewige Rätsel                                                  | 25. Jan. 2016        | Rotation in der Nähe der Lichtgeschwindigkeit |
| 210   | Von Naturgesetzen und Gesetzesbrechern                                                      | 1. Feb. 2016         | Die Natur kennt ihre Gesetze nicht – sie sind eine bewährte menschliche Interpretation der Zusammenhänge. Die Natur ist ein Selbstorganisationsmechanismus und funktioniert einfach so.                                                          |
| 211   | Meteoriten und Asteroiden: Gefahr für die Erde?                                             | 8. Feb. 2016         | Folgen großer Meteoriteneinschläge wie beispielsweise der „Einschlag von Yucatán“, der den Chicxulub-Krater formte |
| 212   | Künstliche Gravitation – Leben in einer Weltraumstation                                     | 15. Feb. 2016        | Gravitation und wie man sie künstlich simulieren kann |
| 213   | Botschaften aus Schwarzen Löchern                                                           | 22. Feb. 2016        | Schwarze Löcher, Röntgenblitze und Gammablitze |
| 214   | Lücken im Periodensystem der Elemente                                                       | 7. Mär. 2016         | Chemische Eigenschaften schwerer Elemente |
| 215   | Asteroiden auf Kollisionskurs                                                               | 14. Mär. 2016        | Es gibt keinen Asteroiden, der in der Lage ist, den Erdmond aus seiner Umlaufbahn zu bringen. Allgemeine Überlegungen zur Abwehr von Asteroiden.                                                                                                 |
| 216   | Gravitationswellen – Einstein hatte Recht                                                   | 4. Apr. 2016         | Gravitationswellen und wie man sie detektiert |
| 217   | Mond auf Abwegen                                                                            | 11. Apr. 2016        | Entstehung des Mondes und wie er auf seine heutige (gegen die Erdachse geneigte) Bahn kam |
| 218   | Klimawandel verhindert Eiszeit                                                              | 18. Apr. 2016        | Natürliche Periodizität von Eiszeiten und menschengemachter Klimawandel |
| 219   | Reise zu den Sternen                                                                        | 25. Apr. 2016        | Quasare, Pulsare und Sterne |
| 220   | Ötzi – der erste gläserne Mensch                                                            | 2. Mai 2016          | Die Gletschermumie vom Tisenjoch, genannt Ötzi |
| 221   | Fusionsforschung – Energie aus Atomkernen                                                   | 9. Mai 2016          | Kernfusion und Kernspaltung |
| 222   | Fusionsreaktoren – Von der Forschung zur Anwendung                                          | 30. Mai 2016         | Funktionsweise von Kernfusionsreaktoren |
| 223   | Terraforming – Venus und der Diamant-Planet                                                 | 6. Jun. 2016         | Überlegungen, was man tun müsste, um die Venus in einen bewohnbaren Planeten umzuwandeln; und der Exoplanet 55 Cancri e |
| 224   | Die Naturkonstanten und das Maß der Außerirdischen                                          | 13. Jun. 2016        | Das Plancksche Wirkungsquantum und natürliche Maßeinheiten |
| 225   | Neue Materie fürs Universum?                                                                | 20. Jun. 2016        | Frage der Materieentstehung und Struktur des Universums |
| 226   | Kollision der Galaxien                                                                      | 27. Jun. 2016        | Die Kollision unserer Galaxis mit der Andromedagalaxie in ferner Zukunft und Überlegungen zu Stabilität im Universum |
| 227   | Die Erde aus der Sicht eines Außerirdischen                                                 | 4. Jul. 2016         | Überlegungen, wie die Menschheit von Außerirdischen entdeckt werden könnte |
| 228   | Und es gibt sie doch: Dunkle Materie                                                        | 11. Jul. 2016        | Nachweis und Erklärung der Dunklen Materie |
| 229   | Mythos Kugelblitze                                                                          | 18. Jul. 2016        | Überlegungen zur Existenz von Kugelblitzen |
| 230   | Gibt es Zufall?                                                                             | 25. Jul. 2016        | Philosophische Überlegungen zum Zufall |
| 231   | Kohlendioxid: Neues von der Klimafront                                                      | 16. Okt. 2016        | Zusammenhang von Kohlendioxidkonzentration in der Atmosphäre und Klimawandel |
| 232   | Sonnenstürme: Wegbereiter des Lebens?                                                       | 23. Okt. 2016        | Entstehung des Lebens |
| 233   | Das Gespenst der Kalten Fusion                                                              | 30. Okt. 2016        | Geschichte der Kalten Fusion |
| 234   | Schwarze Löcher – die unendliche Geschichte                                                 | 21. Nov. 2016        | Verschiedene Fragestellungen zu Schwarzen Löchern |
| 235   | Neues aus der Klima-Küche                                                                   | 28. Nov. 2016        | Schmelzen der Gletscher, verstärkte Wolkenbildung, Anstieg des Meeresspiegels |
| 236   | Der Mond als Klimaretter? Besser nicht!                                                     | 5. Dez. 2016         | Hypothetische Überlegungen dazu, durch Verringerung des Abstandes Erde–Mond die Erderwärmung aufzuhalten, und welche katastrophalen Nebenwirkungen dies hätte                                                                                    |
| 237   | Die Krux mit der Wärme und dem Wasser                                                       | 12. Dez. 2016        | Thermodynamische Phänomene der Erdatmosphäre |
| 238   | Dem Mars auf der Pelle                                                                      | 23. Jan. 2017        | Geschichte von Marsmissionen, Erforschung des Mars und zukünftige bemannte Marsflüge |
| 239   | Die Geschichte von Männern und Frauen                                                       | 30. Jan. 2017        | Geschlechtliche Fortpflanzung |
| 240   | Mythos oder Wahrheit: Manipuliert uns der Mond?                                             | 20. Feb. 2017        | Der Einfluss des Mondes beschränkt sich praktisch auf Gezeiten, Sonnenfinsternisse und das Licht, das er reflektiert. Alles Weitere ist Mythos.                                                                                                  |
| 241   | Apropos Klima: Die Wolken gehen neue Wege                                                   | 27. Feb. 2017        | Zusammenhang von Klimawandel und Wolkenbildung |
| 242   | Suche nach dem Mittelpunkt des Universums                                                   | 20. Mär. 2017        | Kosmologie und die Expansion des Universums |
| 243   | Kollision im Universum                                                                      | 27. Mär. 2017        | Annäherung des Sterns Gliese 710 in 1,4 Millionen Jahren an das Sonnensystem und die möglichen Folgen |
| 244   | Wird die Erde kalt?                                                                         | 3. Apr. 2017         | Thermodynamik des Erdinneren und die Quellen der Erdwärme |
| 245   | Elektrosmog ist überall                                                                     | 10. Apr. 2017        | Eventuell mögliche und auch erwiesene Auswirkungen von natürlicher und künstlicher elektromagnetischer Strahlung auf Menschen |
| 246   | Was ist der Mensch?                                                                         | 29. Mai 2017         | Entstehung und Entwicklung der Menschheit |
| 247   | Mega-Explosion im Universum                                                                 | 5. Jun. 2017         | Mergerburst des Doppelsternsystems KIC 9832227 im Jahr 2022 |
| 248   | Die Weltformel                                                                              | 17. Jul. 2017        | Harald Lesch schildert die Versuche, die verschiedenen Teile der Physik zu einer Weltformel zusammenzufassen |
| 249   | Komplex und kompliziert – Was macht den Unterschied?                                        | 24. Jul. 2017        | Anhand des Klimawandels wird erklärt, wie ein komplexes System entstanden ist, das auf komplizierten, aber versteh- und vorhersagbaren Einflüssen basiert                                                                                        |
| 250   | Wenn sich Naturgesetze ändern                                                               | 31. Jul. 2017        | Die angenommenen Naturgesetze und deren Konstanten können nicht bewiesen werden, weshalb diese Hypothesen im Experiment überprüft werden. Doch was würde passieren wenn sich diese verändern würden?                                             |
| 251   | Botschafter im All: Voyager                                                                 | 11. Sep. 2017        | Anhand der Voyager-Sonden, die vor 40 Jahren gestartet wurden und sich vom Sonnensystem entfernen, werden die unvorstellbaren Dimensionen des Universums erklärt und welche Herausforderungen die interstellare Raumfahrt mit sich bringen würde |
| 252   | Der 9. Planet: Stabilität des Sonnensystems                                                 | 18. Sep. 2017        | Aufgrund der Bahnen von transneptunischen Objekten wird die hypothetische Existenz eines neunten Planeten erklärt |
| 253   | Vorhersagen in der Astronomie                                                               | 25. Sep. 2017        | Am Beispiel der Verschmelzung von KIC 9832227 wird erklärt, wie die Astronomie bevorstehende Ereignisse prognostiziert |
| 254   | Neutrinos – Geisterteilchen mit großer Wirkung                                              | 2. Okt. 2017         | Die Erforschungsgeschichte der elektrisch neutralen Neutrinos und welche wichtige Rolle diese im Universum spielen |
| 255   | Millionen Schwarzer Löcher: Was Einstein nicht wissen konnte                                | 23. Okt. 2017        | Wie präzise heute Albert Einsteins Allgemeine Relativitätstheorie durch Messungen bestätigt werden kann |
| 256   | Klimaerwärmung: Sind zwei Grad wirklich zu viel?                                            | 6. Nov. 2017         | Harald Lesch erklärt die Hintergründe des Zwei-Grad-Ziels |
| 257   | Grenzwerte: Die Wissenschaft von der Grauzone                                               | 20. Nov. 2017        | Harald Lesch erklärt den wissenschaftlichen Hintergrund von Grenzwerten und äußert sich am Beispiel der Abgasnorm, wie diese auf Einhaltung in der Realität sinnvoll kontrolliert werden könnten                                                 |
| 258   | Der neue Blick ins All                                                                      | 27. Nov. 2017        | Die wissenschaftlichen Möglichkeiten des kommenden James Webb Space Telescope, dem Nachfolger des Hubble-Weltraumteleskops |
| 259   | Ein gigantischer Eisberg erzählt                                                            | 4. Dez. 2017         | Der antarktische Eisberg A-68 und seine Bedeutung für den Klimawandel |
| 260   | Einstein und die Pyramiden                                                                  | 11. Dez. 2017        | Wie mit Hilfe der Myonentomografie die Cheops-Pyramide erforscht wird |
| 261   | Physik: Triumph und Tragödie                                                                | 18. Dez. 2017        | Trotz aller Erkenntnisse, die uns die Welt durch physikalische Entdeckungen verstehen lassen und als Erfindungen Einzug in den Alltag halten, scheinen wir uns gegen diese Naturgesetze zu widersetzen.                                          |